# Escut de Molló

Representació de l'escut oficial de Molló

L'escut municipal de Molló representa una pedra piramidal, amb la forma de molló o fita com a senyal parlant tradicional i característic del municipi.
L'origen del topònim s'interpreta per l'abundància de pedres piramidals que hi ha a la zona, similars a la forma de fites fronterers però sense relació amb aquestes. El municipi fa frontera amb França, però el topònim és anterior al Tractat dels Pirineus del 1659.

## Escut heràldic
L'escut té el següent blasonament oficial:
| « | Escut caironat: de sinople, un molló d'argent. Per timbre, una corona de poble. | » |

Va ser aprovat oficialment per la Direcció General d'Administració Local del Departament de Governació i Relacions Institucionals de la Generalitat de Catalunya l'11 de gener del 2012 i publicat al DOGC número 6.051 el 24 de gener del mateix any. El Ple de l'Ajuntament l'havia aprovat prèviament el 2 de setembre del 2011. Abans de l'oficialització del nou escut, l'Ajuntament ja n'utilitzava un altre amb el mateix símbol.